# 바잉헝거르주

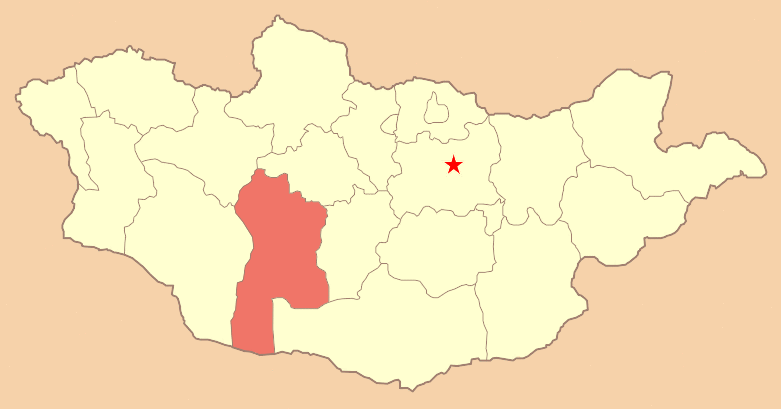
바잉헝거르 주의 위치

바잉헝거르 아이막(몽골어: ᠪᠠᠶᠠᠨᠬᠣᠩᠭᠣᠷ
ᠠᠶᠢᠮᠠᠭ, Баянхонгор аймаг, [paiŋxɔŋɡɔr ɛ:mək])는 몽골 남서부에 위치한 주로 주도는 바잉헝거르이며 면적은 115,977.80km2, 인구는 76,085명(2011년 기준)이다.